# Haibung
Haibung (nepalski: हैबुङ) – gaun wikas samiti w środkowej części Nepalu w strefie Bagmati w dystrykcie Sindhupalchowk. Według nepalskiego spisu powszechnego z 2001 roku liczył on 568 gospodarstw domowych i 2857 mieszkańców (1512 kobiet i 1345 mężczyzn).